# Boterstraat (Utrecht)
De Boterstraat is een van de oudste straten in de binnenstad van de Nederlandse stad Utrecht.
Van de Mariaplaats loopt de straat in oostelijke richting en eindigt op de Lijnmarkt tussen de panden 7 en 9. Hemelsbreed ligt de straat ca. 120 m van de Domkerk.

## Historie
De naam Boterstraat (in oude bronnen Botterstraat) is van middeleeuwse oorsprong en houdt mogelijk verband met het bottersgilde, het gilde der botterlieden. De precieze aard van dit gilde is niet duidelijk; de vaak gegeven verklaring als "boterlieden, boterhandelaren" is mogelijk niet juist. De latere vestiging van zuivelhandelaren in deze straat lijkt eerder toeval.
In deze straat waren gevestigd:
- het Lombardenhuis op nr. 20
- het St. Eloyengasthuis op nr. 22
- de zuivelfabriek van de N.V. Verenigde Melkbedrijven van 1895 tot 1965 in de Boterstraat 18
- de melkhandel van de VM in de Boterstraat 14

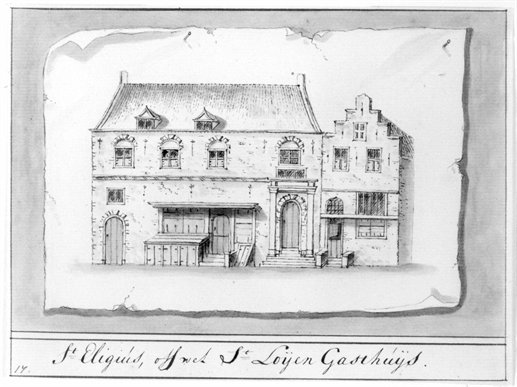
St. Eloyengasthuis (ca. 1725)
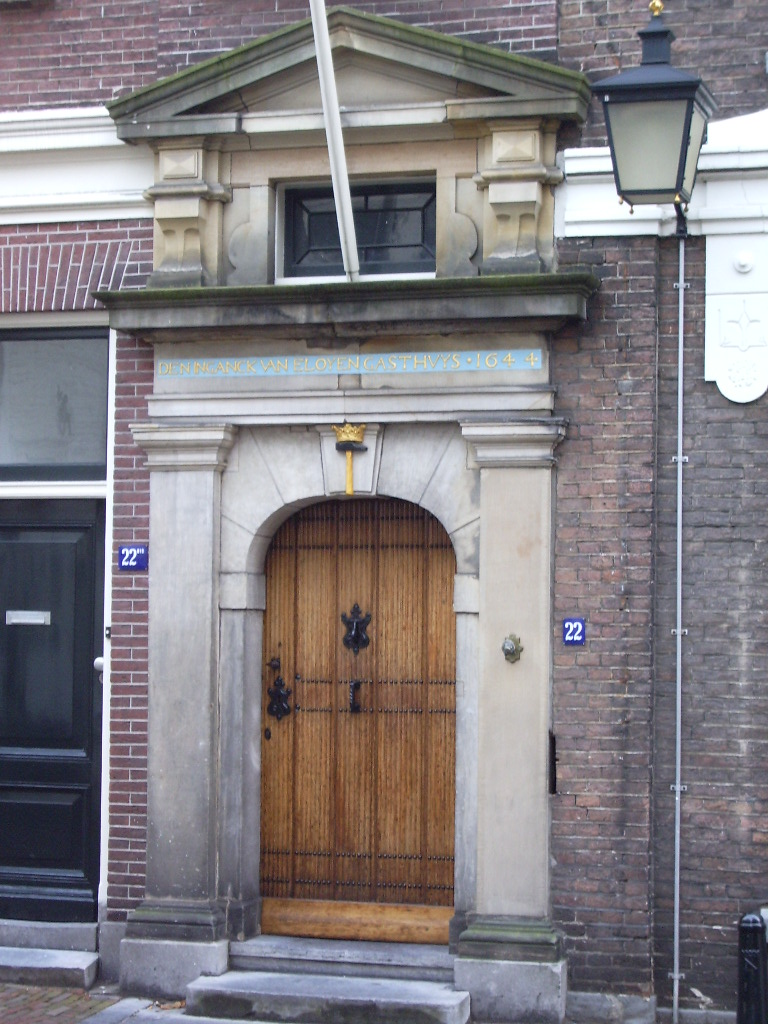
Ingang St. Eloyengasthuis
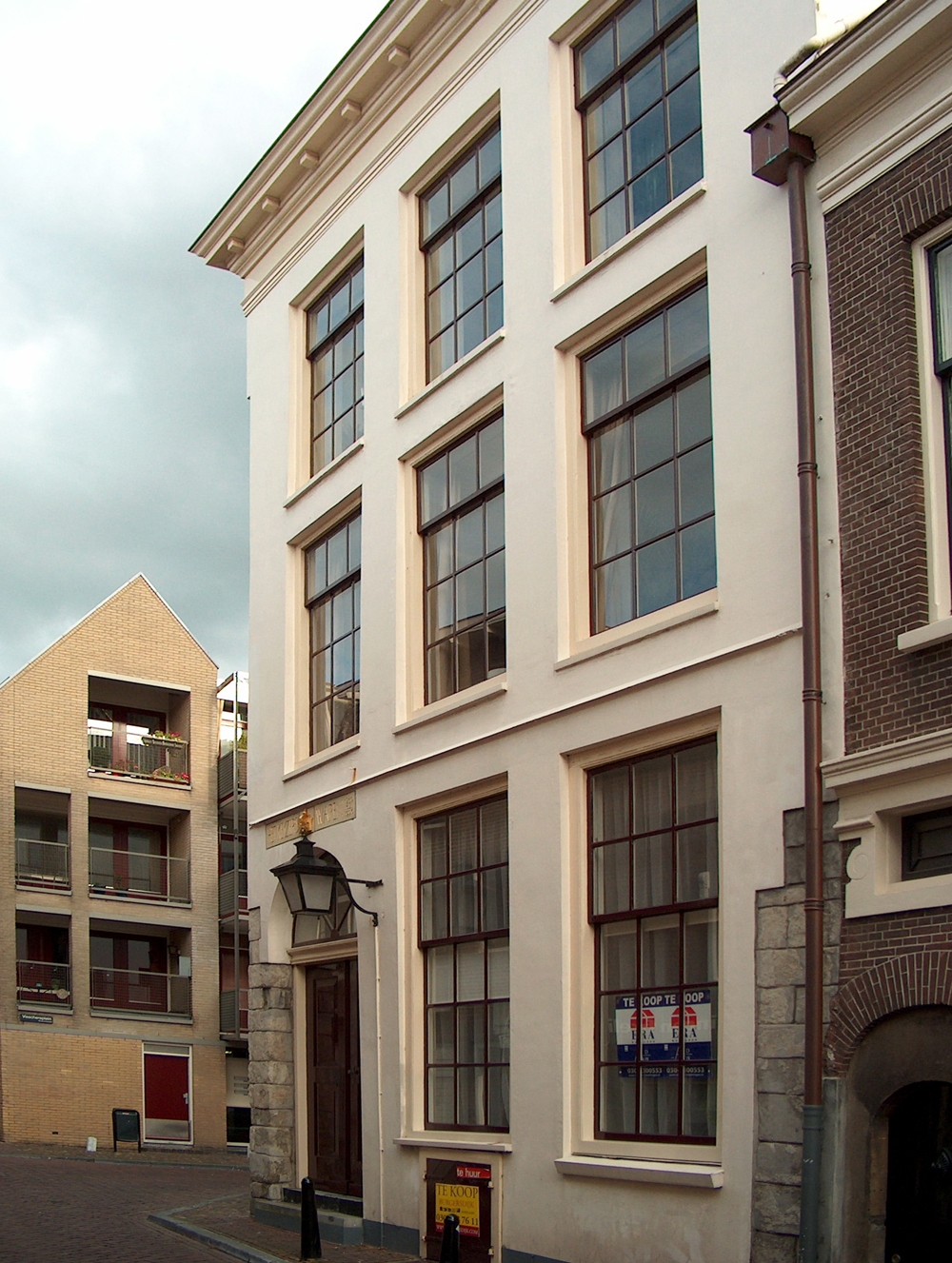
Lombardenhuis, Boterstraat 20

## Huidige[(sinds) wanneer?]situatie
Op de plek waar de zuivelfabriek van de N.V. Verenigde Melkbedrijven stond, staat nu een nieuwbouw-appartementencomplex, met vooral sociale huurwoningen. In de straat bevindt zich ook het Franse restaurant Le Mignon. Op nummer 17 zetelt het 'Boterhuis', vernoemd naar de straat.
3e Buurkerksteeg ·
A.B.C.-straat ·
Abraham Dolesteeg ·
Achter de Dom ·
Achter St.-Pieter ·
Agnietenstraat ·
Ambachtstraat ·
Annastraat ·
Bakkerstraat ·
Breedstraat ·
Boothstraat ·
Boterstraat ·
Brigittenstraat ·
Bijlhouwerstraat ·
Catharijnekade ·
Catharijnesingel ·
Choorstraat ·
Croeselaan ·
Domplein ·
Domstraat ·
Donkere Gaard ·
Donkerstraat ·
Dorstige Hartsteeg ·
Drakenburgstraat ·
Drieharingstraat ·
Drift ·
Eligenstraat ·
Ganzenmarkt ·
Geertekerkhof ·
Hamburgerstraat ·
Hamsteeg ·
Hanengeschrei ·
Hardebollenstraat ·
Haverstraat ·
Hekelsteeg ·
Herenstraat ·
Hoogt ·
Jaarbeursplein ·
Jacobsgasthuissteeg ·
Jacobijnenstraat ·
Jansdam ·
Janskerkhof ·
Jansveld ·
Jodenrijtje ·
Keistraat ·
Keizerstraat ·
Kintgenshaven ·
Kleine Slachtstraat ·
Korte Jansstraat ·
Korte Lauwerstraat ·
Korte Minrebroederstraat ·
Korte Nieuwstraat ·
Korte Smeestraat ·
Kromme Nieuwegracht ·
Lange Elisabethstraat ·
Lange Jansstraat ·
Lange Jufferstraat ·
Lange Lauwerstraat ·
Lange Nieuwstraat ·
Lange Smeestraat ·
Lange Viestraat ·
Lauwersteeg ·
Leidseveer ·
Lichte Gaard ·
Loeff Berchmakerstraat ·
Lucasbolwerk ·
Lijnmarkt ·
Mariahoek ·
Mariaplaats ·
Massegast ·
Minrebroederstraat ·
Moreelsepark ·
Muntstraat ·
Neude ·
Nicolaas Beetsstraat ·
Nieuwegracht ·
Nobeldwarsstraat ·
Nobelstraat ·
Oudegracht ·
Oudkerkhof ·
Paardenveld ·
Pieterskerkhof ·
Pieterstraat ·
Plompetorenbrug ·
Plompetorengracht ·
Potterstraat ·
Predikherenkerkhof ·
Predikherenstraat ·
Ridderschapstraat ·
Servetstraat ·
Slachtstraat ·
St.-Jacobsstraat ·
Springweg ·
Stadhuisbrug ·
Steenweg ·
Sterrenburg ·
Strosteeg ·
Telingstraat ·
Tolsteegbarrière ·
Tolsteegbrug ·
Trans ·
Twijnstraat en Twijnstraat aan de Werf ·
Van Asch van Wijckskade ·
Vinkenburgstraat ·
Vismarkt ·
Voetiusstraat ·
Voorstraat ·
Vredenburg ·
Waterstraat ·
Wed ·
Wittevrouwenstraat ·
Wijde Begijnestraat ·
Zadelstraat ·
Zakkendragerssteeg ·
Zuilenstraat ·
Zwaansteeg